# Magaly Solier
 (juillet 2021).
Si vous disposez d'ouvrages ou d'articles de référence ou si vous connaissez des sites web de qualité traitant du thème abordé ici, merci de compléter l'article en donnant les références utiles à sa vérifiabilité et en les liant à la section « Notes et références ».
 (juillet 2023).
La mise en forme du texte ne suit pas les recommandations de Wikipédia : il faut le « wikifier ».
Les points d'amélioration suivants sont les cas les plus fréquents. Le détail des points à revoir est peut-être précisé sur la page de discussion.
- Les titres sont pré-formatés par le logiciel. Ils ne sont ni en capitales, ni en gras.
- Le texte ne doit pas être écrit en capitales (les noms de famille non plus), ni en gras, ni en italique, ni en « petit »…
- Le gras n'est utilisé que pour surligner le titre de l'article dans l'introduction, une seule fois.
- L'italique est rarement utilisé : mots en langue étrangère, titres d'œuvres, noms de bateaux, etc.
- Les citations ne sont pas en italique mais en corps de texte normal. Elles sont entourées par des guillemets français : « et ».
- Les listes à puces sont à éviter, des paragraphes rédigés étant largement préférés. Les tableaux sont à réserver à la présentation de données structurées (résultats, etc.).
- Les appels de note de bas de page (petits chiffres en exposant, introduits par l'outil «  Source ») sont à placer entre la fin de phrase et le point final[comme ça].
- Les liens internes (vers d'autres articles de Wikipédia) sont à choisir avec parcimonie. Créez des liens vers des articles approfondissant le sujet. Les termes génériques sans rapport avec le sujet sont à éviter, ainsi que les répétitions de liens vers un même terme.
- Les liens externes sont à placer uniquement dans une section « Liens externes », à la fin de l'article. Ces liens sont à choisir avec parcimonie suivant les règles définies. Si un lien sert de source à l'article, son insertion dans le texte est à faire par les notes de bas de page.
- La présentation des références doit suivre les conventions bibliographiques. Il est recommandé d'utiliser les modèles {{Ouvrage}}, {{Chapitre}}, {{Article}}, {{Lien web}} et/ou {{Bibliographie}}. Le mode d'édition visuel peut mettre en forme automatiquement les références.
- Insérer une infobox (cadre d'informations à droite) n'est pas obligatoire pour parachever la mise en page.

Pour une aide détaillée, merci de consulter Aide:Wikification.
Si vous pensez que ces points ont été résolus, vous pouvez retirer ce bandeau et améliorer la mise en forme d'un autre article.
 (juillet 2023).
Pour les articles homonymes, voir Solier.
Magaly Solier, née le 11 juin 1986 à Huanta, dans la région d'Ayacucho est une actrice et chanteuse péruvienne.
Elle s'est fait connaître auprès du public international pour ses rôles dans le film péruviano-espagnol Madeinusa, puis dans le film Fausta. Ce film a remporté l'Ours d'or lors de la Berlinale 2009, et a été nommé en 2010 aux Oscars, dans la catégorie « Meilleur film en langue étrangère ».[réf. nécessaire]

## Biographie
Magaly Solier Romero est née en 1986, au Pérou, dans la province de Huanta (région d'Ayacucho). Elle reste marquée par une enfance vécue dans un climat de violence et de peur.[réf. nécessaire]
Au lycée, elle est repérée par la réalisatrice Claudia Llosa. 
Ses débuts se font dans le film Madeinusa, filmé en 2005, sorti en 2006. Le film rencontre un certain succès. Magaly Solier remporte le prix de « Meilleure actrice » au Festival international du film de Carthagène (Colombie) et au Festival ibéro-latinoaméricain de Montréal (Canada).
En 2007, elle participe au film péruvien Dioses (Dieux), de Josué Mendez.
Elle a joué dans le film péruviano-espagnol La teta asustada (Fausta en français), également réalisé par Claudia Llosa, filmé en 2008 et sorti en 2009. Elle remporte le prix de « Meilleure actrice » aux festivals de Lima (Pérou), Gramado (Brésil), Guadalajara (Mexique) et au Festival du nouveau cinéma-Montréal (Canada).
En 2008, Magaly Solier tourne son troisième rôle principal dans le film belgo-germano-néerlandais Altiplano, du couple belgo-américain Peter Brosens et Jessica Woodworth. Son partenaire est l'acteur belge Olivier Gourmet. Elle participe à la semaine de la critique du Festival de Cannes 2009. 
En mars 2009, elle sort son premier album en tant que chanteuse, intitulé WARMI, avec des chants en quechua qu'elle a elle-même composés. Il sera l'album le plus vendu en 2009 au Pérou, et recevra le prix du « Meilleur disque de musique péruvienne / Fusion avec Luces », décerné en 2009 par un journal péruvien, El Comercio. Certaines chansons ne correspondent pas aux rythmes traditionnels péruviens comme les huaynos, mais sont des créations personnelles, en quechua.
Elle revient dans le cinéma européen, pour son quatrième rôle principal, en 2009, pour le film espagnol Amador avec le réalisateur, Fernando León de Aranoa.
En avril 2010, elle part pour La Paz, en Bolivie, travailler avec Mateo Gil sur son sixième film, Blackthorn. Elle joue un second rôle aux côtés de Sam Shepard, Eduardo Noriega et Stephen Rea. Le film Amador sort en 2010 et est bien accueilli par la critique.
En mai 2010, Magaly Solier fait une pause dans sa carrière cinématographique, mais tourne dans une publicité pour Nescafé. En 2011, elle sort son deuxième album comme compositrice et interprète.

## Filmographie
- 2006 : Madeinusa, de Claudia Llosa : Madeinusa
- 2007 : Dioses : Inés
- 2008 : Fausta (La teta asustada) de Claudia Llosa : Fausta
- 2008 : Altiplano, de Peter Brosens : Saturnina
- 2010 : Amador, de Fernando León de Aranoa : Marcela
- 2011 : Blackthorn, de Mateo Gil : Yana
- 2012 : Ñusta Huillac, La Tirana de Juan Luis Muñoz : Ñusta Huillac
- 2012 : Alfonsina y el mar, de David Sordella : Warmi
- 2012 : Choleando, de Roberto de la Puente : Elle-même
- 2012 : Supremo mandamiento de Juan Camborda
- 2013 : Sigo siendo (Kachkaniraqmi) de Javier Corcuera : elle-même
- 2014 : les Hommes d'Argile, de Mourad Boucif : Khadija
- 2014 : Mochica de Luigi Esparza y Mauricio Esparza : Siri (voix)
- 2015 : Blas de Felipe Carmona : Gabriela Blas
- 2015 : Magallanes de  Salvador del Solar Labarthe : Celina
- 2016 : Extirpador de idolatrías de Manuel Siles : mère de l'enfant
- 2016 : El viaje macho de  Luis Basurto
- 2017 : Mon père, d'Álvaro Delgado-Aparicio : Anatolia Páucar
- 2018 : La Matriarca de Julián Casanova Ramírez : Dionisia
- 2019 : Vivir Ilesos de Manuel Siles : Lucía
- 2019 : Lina de Lima de María José González : Lina

## Discographie
- 2009 : WARMI
Prix du meilleur disque de musique péruvienne / Fusion avec Luces, prix décerné par vote électronique populaire

## Distinctions
- Meilleure actrice - 47e Festival de cinéma de Carthagène des Indes, Colombie, 2007 (pour Madeinusa)
- Meilleure actrice - Festivalissimo, Festival ibéro-latino-américain de Montréal, Canada, 2007 (pour Madeinusa)
- Meilleure actrice - Festival international du film de Guadalajara, Mexique, 2009 (pour La Teta Asustada)
- Meilleure actrice - Festival de Lima, 13e Rencontre latino-américaine de cinéma, Pérou, 2009 (pour La Teta Asustada)
- Meilleure actrice - 37e Festival de cinéma de Gramado, Brésil, 2009 (pour La Teta Asustada)
- Meilleure actrice (Prix d'interprétation) - 38e Festival du Nouveau Cinéma, Montréal, Canada, 2009 (pour La Teta Asustada)
- Meilleure actrice - Prix Luces, El Comercio, Pérou, 2009 (pour La Teta Asustada)
- Meilleure actrice internationale - The D-World Awards Archives (pour The Milk of Sorrow, Pérou)
- Meilleure actrice - 14e Festival Avanca, Portugal, 2010 (pour Altiplano)